# Arvid Bjerke
Arvid Mattsson Bjerke, ursprungligen Mattsson, född 26 december 1880 i Göteborg, död 20 augusti 1952 i Maria Magdalena församling i Stockholm, var en svensk arkitekt.

## Liv och verk
Arvid Bjerke var son till grosshandlare August Mattsson och Fanny Elvira Mattsson, född Linderholm. Han var 1906–40 gift med Elsa Matilda Svensson (1881–1963), dotter till fabrikör Gustav Adolf Leonard Svensson och Beda Svensson, född Funck.
Bjerke studerade vid Kungliga Tekniska högskolan  i Stockholm 1899–1903 och vid Kungliga Akademien för de fria konsterna 1903–05. Därefter återvände han till Göteborg där han drev egen verksamhet 1906–26, och i samarbete med Ragnar Ossian Swensson 1913–20. Han deltog i utformandet av Lorensbergs villastad. I Utbynäs uppfördes villor i trädgårdsstadsliknande miljö, liksom Utby kyrka, efter hans ritningar.
Bjerke var medlem av arkitektkonsortiet ARES (Arvid Bjerke, Ragnar Ossian Swensson, Ernst Torulf, Sigfrid Ericson) och var tillsammans med Sigfrid Ericson huvudarkitekt för Jubileumsutställningen i Göteborg 1923 då bland annat Götaplatsen och Liseberg anlades. Då uppfördes byggnader som Göteborgs konstmuseum och Göteborgs konsthall.
Han var utöver arkitektyrket direktör och styrelseledamot i AB Electrolux i Stockholm 1926–29 och 1930 verkställande direktör för Societé de Construction Parc Passy i Paris. Under åren 1929–35 hade han egen arkitektverksamhet i Paris. Vid hemkomsten och fram till 1940 drev han, tillsammans med två söner, egen arkitekt- och byggmästarverksamhet i Stockholm. Han var under perioden 1941–47 chef för HSB:s tekniska utredningsavdelning i Stockholm hos Sven Wallander.

## Bilder av några verk

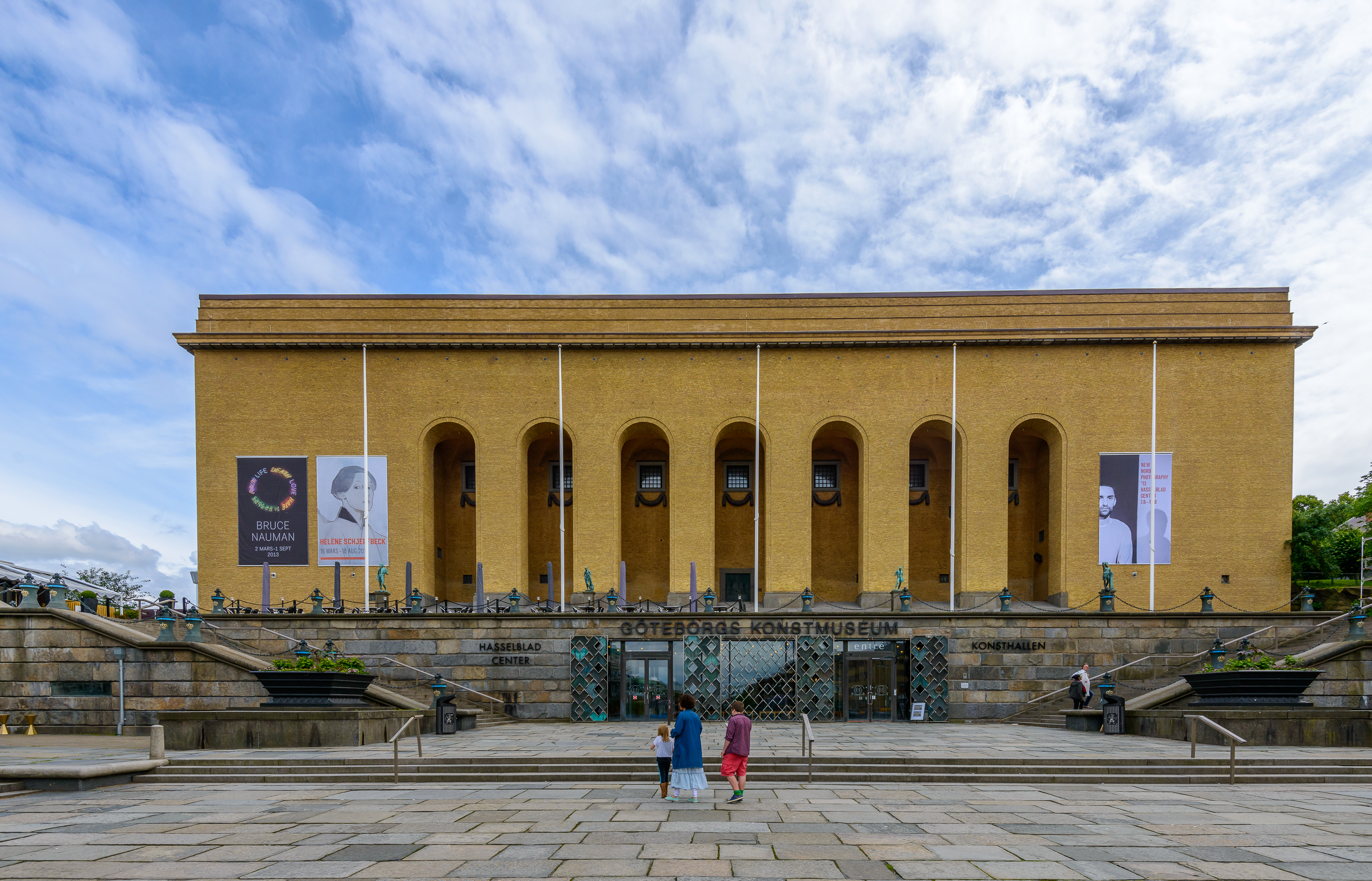
Göteborgs konstmuseum
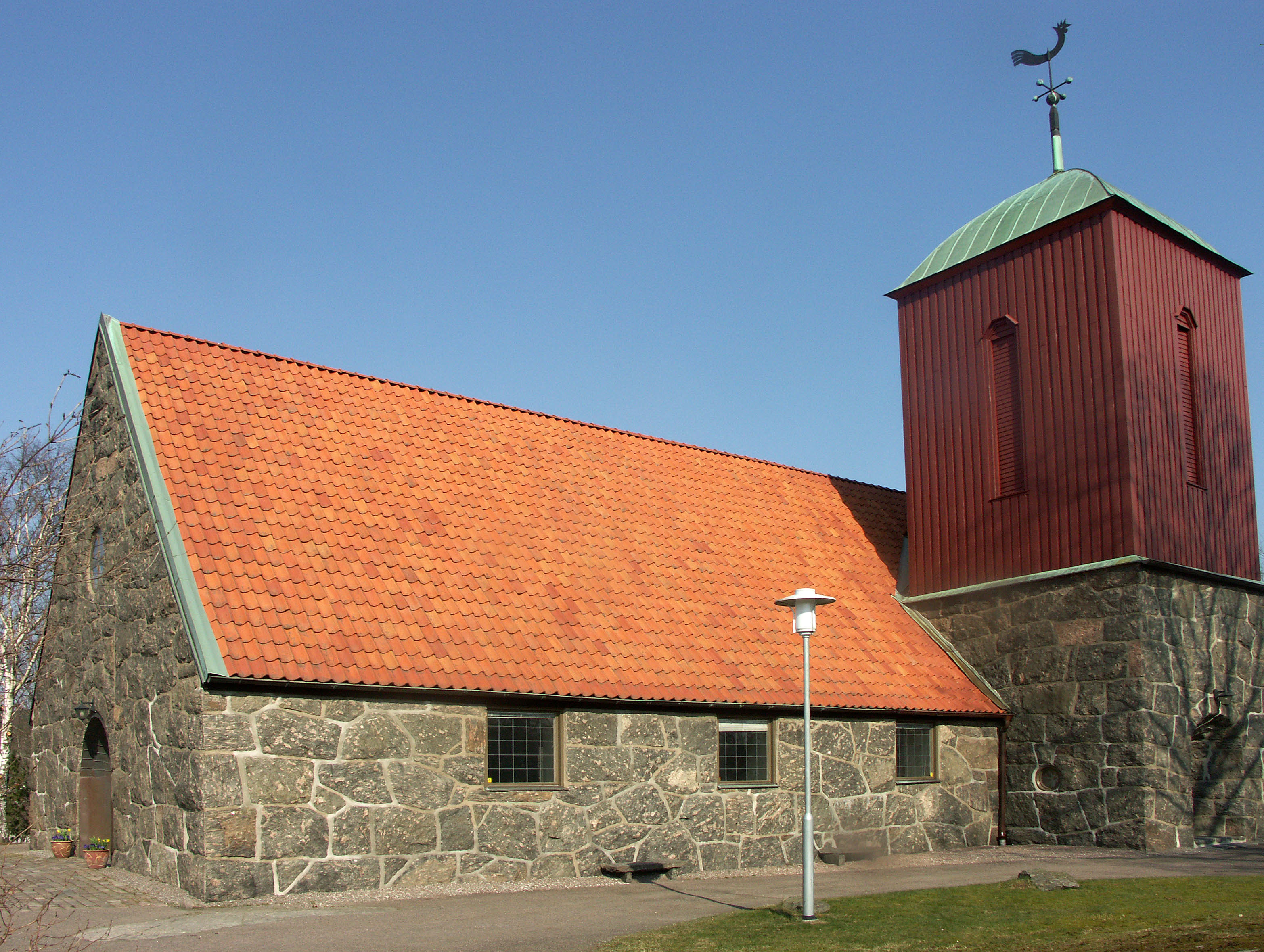
Utby kyrka, Göteborg
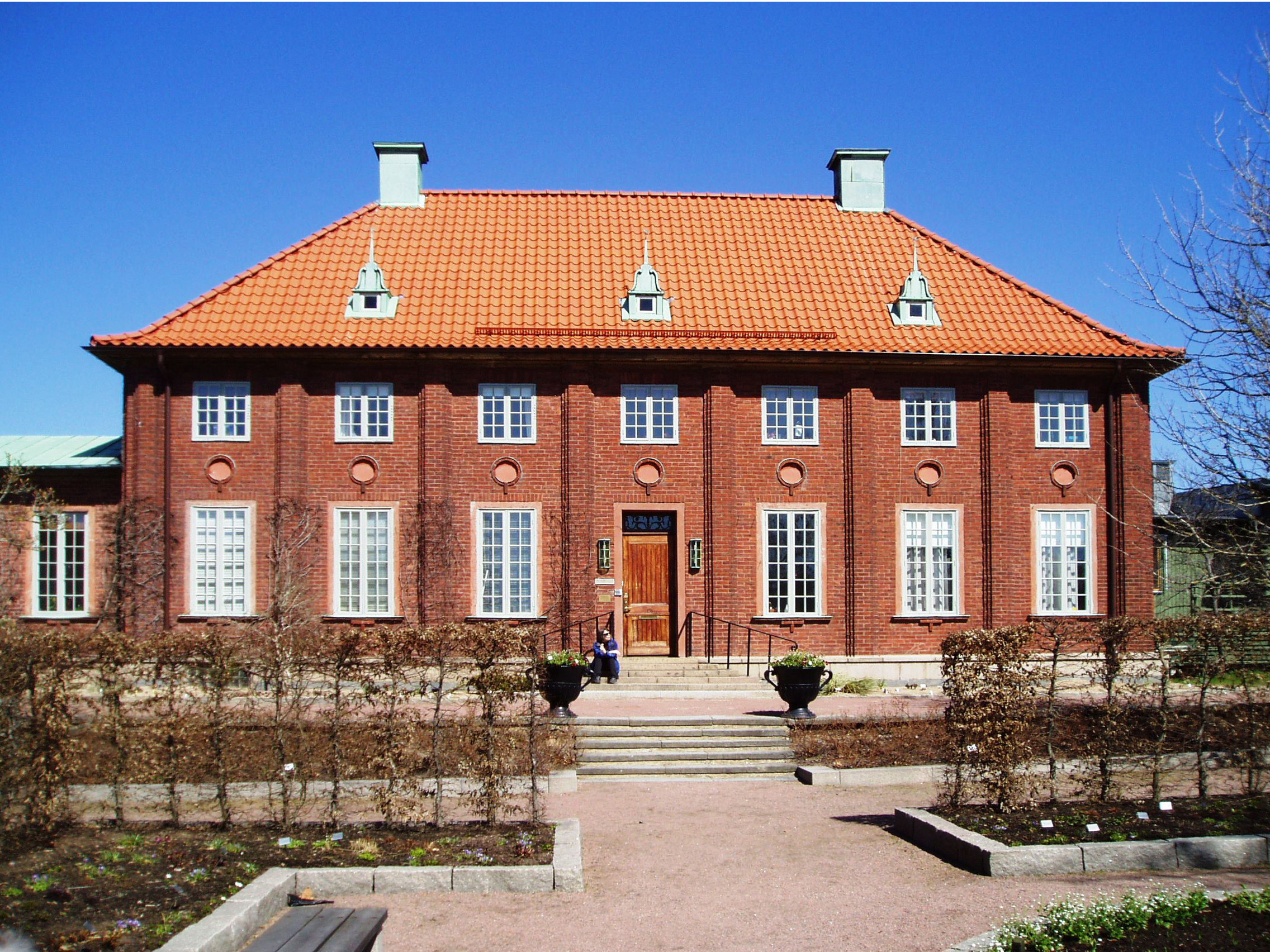
Botaniska institutionen i Göteborg
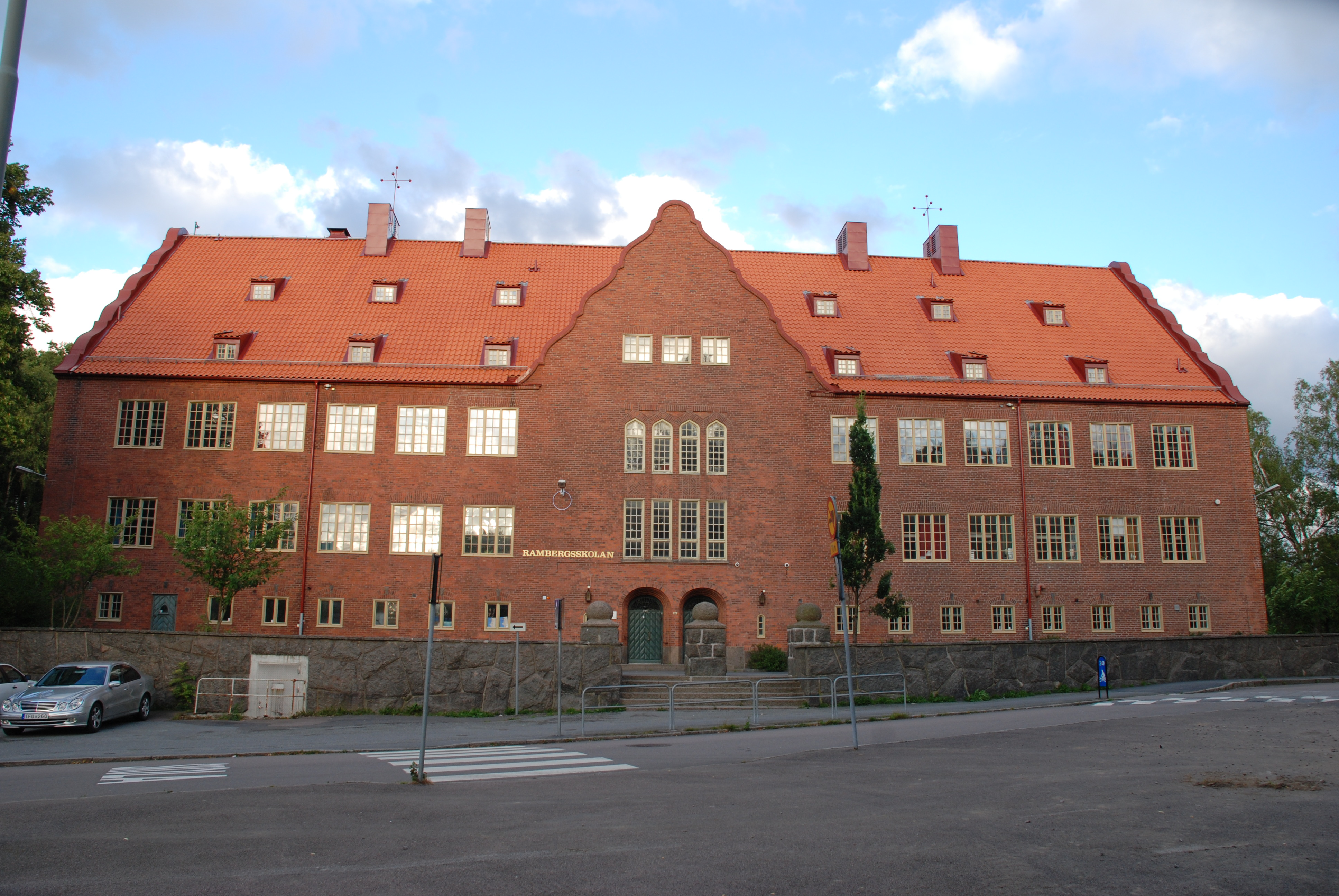
Rambergsskolan i Göteborg

## Verk i urval

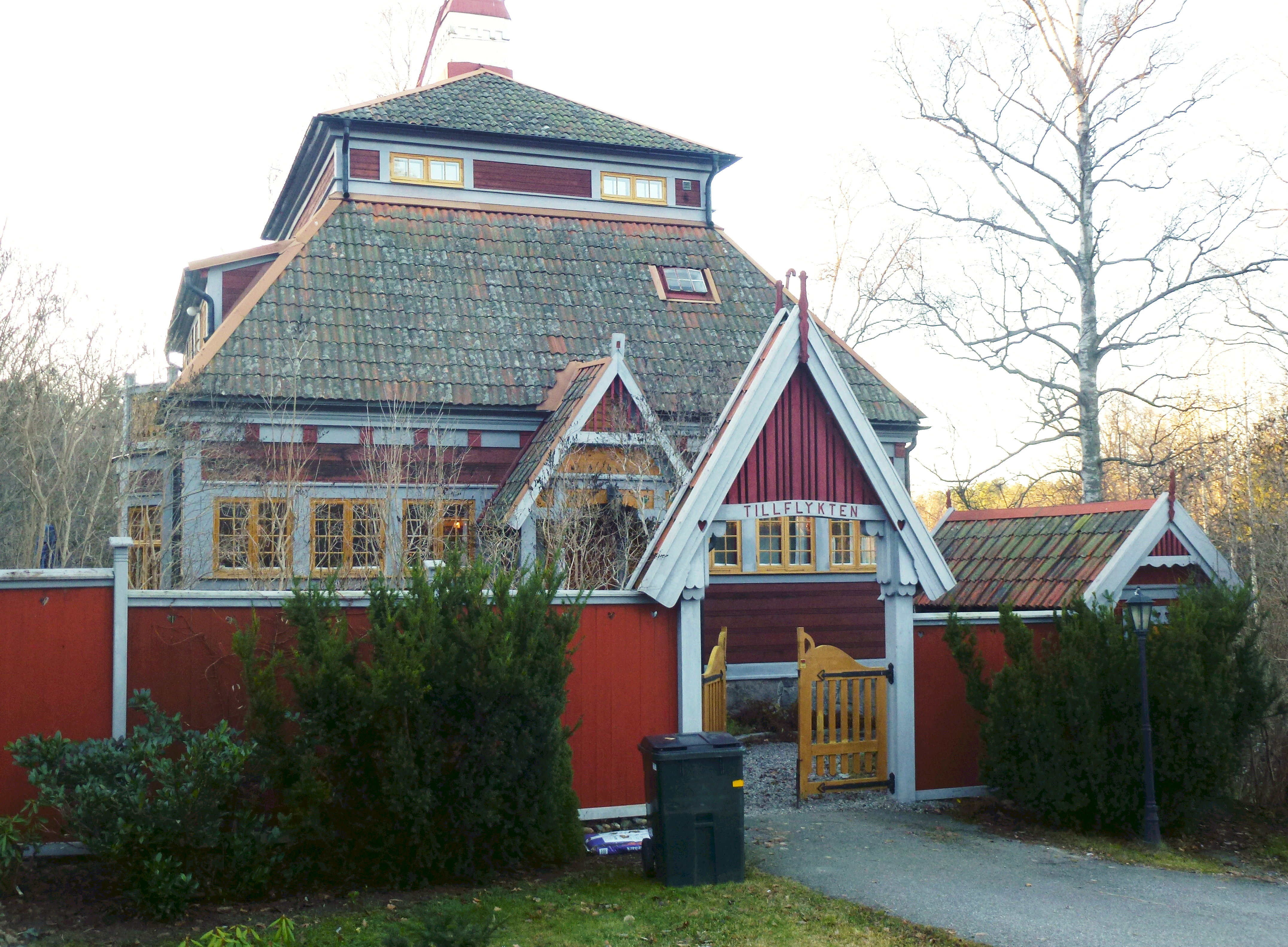
Villa Tillflykten, Nacka, även kallat Villa Leander

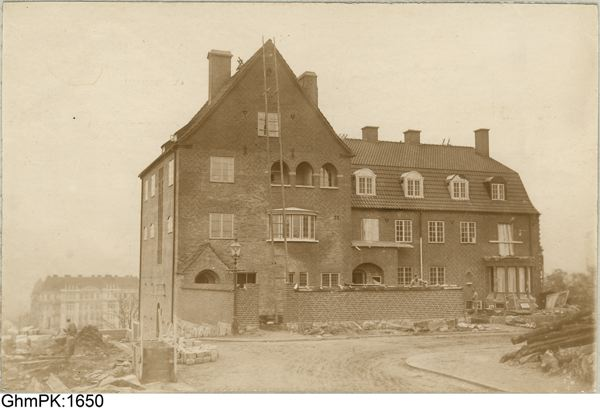
Bjerkeska huset vid Dicksonsgatan 2 var 1915 så gott som färdigbyggt. Grannhuset på nummer 4 är ännu inte påbörjat. Foto från Göteborgs stadsmuseum.

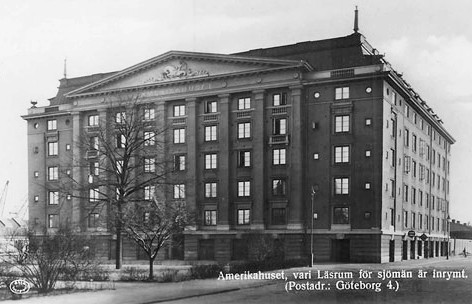
Amerikahuset, Göteborg

- Villa Tillflykten (1904), Storängens strandväg 1, Storängen, Nacka
- Arsenalsgatan 4 (1909) Kungshöjd, Göteborg
- Bräutigams hus (1911), Östra Hamngatan 50, Göteborg
- Apoteket Vasen (1913), Norra Hamngatan 40, Göteborg
- Lindholmsskolan (1913), Verkmästaregatan 7, Göteborg
- Carlanderska villan (1913), Lyckans väg 4, Göteborg, med Ragnar Ossian Swensson
- Wijks villa (1913) – tillsammans med Ragnar Ossian Swensson (1913), Lorensbergs villastad, Göteborg
- Carlanderska villan (1914), Lyckans väg 4, Göteborg
- Rambergsskolan (1915–1916), Övre Hallegatan 1, Göteborg
- Silvénska villan (1915–1916), Säffle
- Radhus Bjerke 2 (1916), Dicksonsgatan 2, Göteborg, med Ragnar Ossian Swensson, SBM.[7]
- Radhus Bjerke 4 (1916), Dicksonsgatan 4, Göteborg, med Ragnar Ossian Swensson, SBM.
- Broströmska villan (1916), Skyttegatan 1, Göteborg, med R. O. Swensson, inrymmer idag "Royal Bachelors' Club"
- Villa Olsson (1916), Viktor Rydbergsgatan l0. Göteborg, med R. O. Swensson
- Villa Solbu (1916), Viktor Rydbergsgatan 14, Göteborg, med R. O. Swensson
- Villa Forsberg  (1916), Viktor Rydbergsgatan 16, Göteborg, med R. O. Swensson
- Villa Linton (1916), med R. O. Swensson, Viktor Rydbergsgatan 18, Göteborg
- Villa Mellgren (1917), Högåsplatsen 6, Göteborg, med R. O. Swensson
- Nordhemsskolan (1917), Göteborg, tillsammans med Ragnar Ossian Swensson
- Rossared (1918), Kungsbacka
- Utby kyrka (1919), Vallareleden, Göteborg
- Amerikahuset (1920), Barlastgatan 2, Göteborg
- Villa Beyer, (1921) Viktor Rydbergsgatan 20, Göteborg.[8]
- Göteborgs Konsthall (1923)
- Cabarehallen (1923), Liseberg, Göteborg
- Huvudrestaurangen (1923), Liseberg, Göteborg
- Konserthallen (1923), Liseberg, Göteborg, tillsammans med Alvar Aalto.
- Lustiga huset (1923), Liseberg, Göteborg
- Gamla Mässhallen (1923), Skånegatan, Göteborg, tillsammans med Sigfrid Ericson.
- Fabriken Tomten, med sitt karaktäristiska klocktorn (1923), Åvägen 18, Göteborg, tillsammans med Carl Ritzén.
- Göteborgs Konstmuseum (1919–25), tillsammans med Sigfrid Ericson.
- Carlanderska sjukhemmet (1927), Göteborg
- Karlavägen 67 (1947–53), Östermalm, Stockholm
- Nybrogatan 65-67 och Karlavägen 50 (1951–53), Östermalm, Stockholm
- Malmgårdsgatan 4, 5 och 6, Änggården, Göteborg